# موش دم‌کلفت کارپنتی
موش دم کلفت کارپنتی (نام علمی: Zyzomys palatilis) نام یک گونه از سرده موش‌های دم‌کلفت است. این‌گونه تنها در استرالیا یافت می‌شود.
زیستگاه این‌گونه در مناطقی از قلمرو شمالی استرالیا، کوئینزلند در نزدیکی خلیج کارپنتاریا می‌باشد.